# Eranthemum wattii
Eranthemum wattii là một loài thực vật có hoa trong họ Ô rô. Loài này được (Bedd.) Stapf mô tả khoa học đầu tiên năm 1909.